# Jon Nödtveidt
Jon Nödtveidt (ur. 28 czerwca 1975, zm. 13 sierpnia 2006) – szwedzki wokalista, muzyk, kompozytor i instrumentalista. Znany z występów w death/black metalowej grupie muzycznej Dissection, którą założył w 1989 roku.

## Życiorys
W 1997 roku Nödtveidt został skazany za współudział w zabójstwie 37-letniego homoseksualisty, Algierczyka Josefa ben Maddoura, więzienie opuścił w 2004 roku wznawiając działalność grupy Dissection.
Nödtveidt brał ponadto udział w wielu projektach muzycznych, w tym Necrophobic, The Black, De Infernali, Nifelheim, Ophthalamia, Satanized, Siren’s Yell oraz w grindcoreowej grupie Terror we współpracy z muzykami At the Gates.
Jego brat Emil Nödtveidt również jest gitarzystą, z którym współpracował m.in. przy projekcie Ophthalamia.
W dniu 16 sierpnia 2006 roku, Jon został znaleziony martwy w swoim mieszkaniu w Hässelby (przedmieścia Sztokholmu). Popełnił samobójstwo strzeliwszy do siebie w kręgu świec, które znajdowały się w narysowanym wcześniej na podłodze mieszkania pentagramie. Wbrew późniejszym doniesieniom, w pobliżu zwłok nie znaleziono Biblii Szatana LaVeya, lecz satanistyczny, magiczny grimoire.

## Dyskografia
- The Somberlain (1993)
- Storm of the Light’s Bane (1995)
- Reinkaos (2006)

## Filmografia
- Death Metal Murders (2005, film dokumentalny, produkcja: BBC Two, Sam Bagnall, Elena Cosentino)